# Aneurus leptocerus
Aneurus leptocerus är en insektsart som beskrevs av Hussey 1957. Aneurus leptocerus ingår i släktet Aneurus och familjen barkskinnbaggar. Inga underarter finns listade i Catalogue of Life.